# 真田信成
真田 信成（さなだ のぶなり、天和2年（1682年） - 延享4年8月13日（1747年9月17日））は、仙台藩士。真田辰信の嫡男。老いて閑流斎と称した。子には長男信経、次男信周。
1717年（享保2年）に父 辰信の隠居に伴い家督を継ぐ。1744年（延享元年）に隠居し、家督を長男の信経に譲った。1747年（延享4年）、66歳で没し、成覚寺に葬られた。

## 系譜
- 父：真田辰信
- 母：真山氏の娘
- 妻：岡部信安の娘
- 後妻：大枝氏の娘
  - 1子：真田信経
  - 2子：真田信周大田氏の養子となる